# Godefridus van Hugenpoth tot Aerdt
Godefridus Franciscus Antonius Henricus Cornelius van Hugenpoth tot Aerdt, né le 11 février 1743 à Herwen et mort dans cette ville le 27 juillet 1819, est un homme politique néerlandais.

## Biographie
Van Hugenpoth sert dans la cavalerie de la garde du duc de Wurtemberg et accède au grade de capitaine. En 1765, il quitte le Wurtemberg et reprend la charge de surveillant général des forêts de l'Overbetuwe de son père. 
Catholique, il accueille avec enthousiasme la Révolution batave de 1795 qui lui permet d'accéder à des fonctions politiques. Élu député de Nimègue à la première assemblée nationale batave le 27 janvier 1796, il refuse dans un premier temps de siéger en raison de ses douze enfants à charge. Réélu en août 1797, il est l'un des acteurs du coup d'État unitariste du 22 janvier 1798 et est élu à la seconde chambre du Corps législatif batave le 4 mai. Après le coup d'État du 12 juin 1798, il n'est pas réélu lors du renouvellement de l'assemblée le 31 juillet en raison de son radicalisme.
Il reste sans activité politique jusqu'au 19 juillet 1805, date à laquelle le grand-pensionnaire Rutger Jan Schimmelpenninck le nomme à l'administration du département de la Gueldre. Le 8 mai 1807, Louis Bonaparte le nomme assesseur du département. Après l'annexion de la Hollande à la France, effective le 1er janvier 1811, Napoléon Ier le nomme au conseil de préfecture du département de l'Yssel-Supérieur.
Favorable à la restauration orangiste à la fin de 1813, il est nommé en janvier 1814 commissaire général du département et fait chevalier par le prince d'Orange, futur roi des Pays-Bas. Il siège ensuite aux États provinciaux et à la députation provinciale de Gueldre. En juin 1818, il démissionne de la députation tout en continuant à siéger aux États et meurt un an plus tard.
Il est le père d'Alexander van Hugenpoth tot Aerdt, ministre de la Justice de Louis Bonaparte entre 1809 et 1810.